# Турек (Мазовецьке воєводство)
Турек (пол. Turek) — село в Польщі, у гміні Якубув Мінського повіту Мазовецького воєводства.
Населення — 154 особи (2011).
У 1975-1998 роках село належало до Седлецького воєводства.

## Демографія
Демографічна структура станом на 31 березня 2011 року:
|          | Загалом | Допрацездатний вік | Працездатний вік | Постпрацездатний вік |
| -------- | ------- | ------------------ | ---------------- | -------------------- |
| Чоловіки | 72      | 11                 | 48               | 13                   |
| Жінки    | 82      | 11                 | 45               | 26                   |
| Разом    | 154     | 22                 | 93               | 39                   |